# Karvaičiai
Karvaičiai (Nehrungskurisch: Karviķi, deutsch Karwaiten) war ein Ort im Kreis Memel in Ostpreußen, der im Dünensand verwehte und im 18. Jahrhundert untergegangen ist. Die ehemalige Dorfstelle liegt heute in Litauen und gehört zum Bereich der Selbstverwaltungsgemeinde Neringa im Bezirk Klaipėda (Memel).

## Geographische Lage
Das ehemalige Karwaiten lag neun Kilometer nordöstlich von Nidden (heute litauisch: Nida) im nördlichen Bereich der Kurischen Nehrung. Nachbardörfer waren die heute noch existierenden Orte Perwelk (heute litauisch: Pervalka) und Preil (Preila). Nordwestlich des Dorfes lag der Karwaitener Berg, der eine Höhe von 59,4 Metern aufwies.
Durch Karwaiten verlief die Straße von Marienburg (Westpreußen) (heute polnisch: Malbork) nach Riga (heute lettisch: Rīga) (existiert zum Teil heute noch als litauische Regionalstraße KK 167 und russische Fernstraße R 515 zwischen Selenogradsk (Cranz) und Klaipėda (Memel)), die von zahlreichen Reisenden benutzt wurde.

## Ortsname
Der Ortsname kam 1519 als Grawaitten, 1540 als Crawaytenn, 1614 als Karweiten vor und wurde später auch in Alt Karwaiten und Neu Karwaiten unterschieden.

## Geschichte
Karwaiten fand im Jahre 1509 Erwähnung, als der Komtur von Memel, der Bruder Michel von Schwaben, die Kruggerechtigkeit Karwaitens dem Bruder Benedikt Langerfeld gegenüber erneuert. Im Jahre 1541 leben hier 90 Menschen, darunter elf Fischer und fünf Halbfischer, meistens Nehrungskuren.
Schon damals hatte von Westen her eine Versandung des Ortes durch Verwehung fein rinnenden Dünensands begonnen, unter der das Dorf in der Folgezeit schwer litt. Im Herbst 1614 waren schon 15 Gehöfte leerstehend, 1641 stand nur noch der Krug und ein Fischerhaus, auch die Kapelle war verweht.
Anfang des 18. Jahrhunderts siedelte das Dorf nach Süden um und suchte Schutz im Wald unweit des Kurischen Haffs. Als letzter Einwohner verließ der Krüger den Ort.
1737 wurde in dem jetzt entstandenen Neu Karwaiten eine Schule errichtet, nach einem Jahr auch eine Kirche mit Pastorat. Aber es vergingen hier keine 30 Jahre, bis die Dünen wieder zu wandern begannen und sich das Dorf von Menschen leerte. Die letzten Einwohner verloren ihren Kampf gegen die Natur: so verwehte auch das Haus des Pfarrers, dem nur noch ein Zimmer zum Leben blieb. 1779 konnte die Kirche nur noch vom Glockenturm aus betreten werden, 1786 wurde sie ganz geschlossen.
Im Winter 1791 schon entschied sich das Schicksal Karwaitens: rasende Stürme und Sandverwehungen zerstörten alle Häuser bis auf vier. Die Einwohner flohen nach Nidden, Schwarzort (Juodkrantė) und Neegeln (Nagliai). Das Schwinden von Neu Karwaiten veranschaulichen die Schülerzahlen: 1781 = 28, 1785 = 13, 1788 = 9, 1791 = 6, 1795 = 2, 1797 = keine Schüler. 1797 verließ der letzte Einwohner das Dorf, das unter dem Dünensand vollständig begraben wurde.

## Kirche

### Kirchengebäude
In seinem Visitationsbericht vom Jahre 1569 erwähnte der samländische Bischof Joachim Mörlin neben der Kirche in Sarkau (heute russisch: Lesnoi) auch eine Kapelle in (Alt) Karwaiten. Sie musste später wegen Versandung geschlossen werden. 1738 errichtete man in Neu Karwaiten ein neues Gotteshaus mit einem Pastorat. Nach nicht einmal vier Jahrzehnten musste auch diese Kirche aufgegeben werden, da sie – wie 1797 der ganze Ort – vom Dünensand verwehte. In der Karwaitener Kirche wurden die Gottesdienste und Predigten stets neben der Amtssprache Deutsch auch in litauischer Sprache gehalten.

### Kirchengemeinde
Das kirchliche Leben war in Karwaiten von Anfang an geprägt durch die lutherische Reformation, deren prominenter samländischer Vertreter, Bischof Joachim Mörlin, bereits Mitte des 16. Jahrhunderts die Kirchen auf der Kurischen Nehrung visitierte. Von 1569 bis 1709 wurde Karwaiten von dem Pfarrer in Kunzen (russisch: Krasnoretschje, nicht mehr existent) versorgt. Wegen der Größe seines Pfarrbezirks kam er nur jeden dritten Sonntag zum Gottesdienst nach Karwaiten. 1709 wurde Karwaiten dem Diakon (nachrangiger Geistlicher) der Litauischen Kirche (= Landkirche St. Jakobus) in Memel unterstellt, der Strandprediger und von 1709 bis 1740 Nehrungspfarrer war. Ab 1740 war Karwaiten mit seiner neu erbauten Kirche eine selbständige Kirchengemeinde mit eigenem Geistlichen. Ab 1787 wohnten die Pfarrer jedoch in Schwarzort, und Karwaiten gehörte in seinen letzten Jahren vor der totalen Versandung zu ebendieser Pfarrei.

### Pfarrer in Karwaiten (1741–1786)
Als Geistliche amtierten in der Kirchengemeinde Karwaiten zwischen 1741 und 1786 als evangelische Geistliche:
1. Johann Friedrich Preuß, 1741–1743
2. (Vakanz)
3. Johann Friedrich Czerniewski, 1753–1764
4. David G. Zudnochowius, 1764–1781
5. Gottfried Grunwald, 1781–1782
6. Christoph E. Schwarz, 1782–1786

## Persönlichkeit des Ortes
- Ludwig Rhesa (* 9. Januar 1776 in Karwaiten; † 30. August 1840), evangelischer Theologe, Konsistorialrat, gilt als Wegbereiter der litauischen Kultur im deutschen Sprachraum